# Саянское
Сая́нское — село в Черемховском районе Иркутской области России. Административный центр Саянского муниципального образования.

## География
Село находится на расстоянии 54 км к западу от города Черемхово, административного центра района.

## История
Основано в 1796 году. В 1926 году село Грязнуха состояло из 191 хозяйства, основное население — русские. В административном отношении являлось центром Грязновского сельсовета Черемховского района Иркутского округа Сибирского края. В 1968 году указом Президиума Верховного Совета РСФСР село переименовано в Саянское.

## Население
| 2002 | 2010 | 2011 | 2012 |
| ---- | ---- | ---- | ---- |
| 579  | ↘497 | ↘496 | ↘494 |